# Asmaa Rhlalou
Asmaa Rhlalou (ur. w 1969 w Rabacie) – marokańska samorządowczyni, od 2021 roku burmistrzyni stolicy Maroka – Rabatu. W latach 2017–2021 była sekretarzynią Izby Reprezentantów.  

## Życiorys

### Wykształcenie i praca zawodowa
W 1997 roku dołączyła do redakcji działu ekonomicznego francuskojęzycznego dziennika L'Opinion. Przez dwa lata była także korespondentką telewizji MBC. W 2006 roku uzyskała doktorat z ekonomii na Université de Perpignan na podstawie pracy dotyczącej Regionalnych Centrów Inwestycyjnych.
Jest założycielką i przewodniczącą stowarzyszenia Aswar, działającego na rzecz młodych osób w trudnej sytuacji oraz kobiet zmarginalizowanych.

### Działalność polityczna
Od 1997 do 2007 roku była członkinią Partii Niepodległości. W wyborach parlamentarnych w 2016 roku została wybrana deputowaną do Izby Reprezentantów z ramienia Narodowego Zgromadzenia Niezależnych (fr. Rassemblement national des indépendants). W parlamencie dołączyła do Komisji Finansów i Rozwoju Gospodarczego. 17 stycznia 2017 roku została wybrana sekretarzynią Izby Reprezentantów.
24 września 2021 roku została wybrana burmistrzynią Rabatu, zostając tym samym pierwszą kobietą wybraną na stanowisko burmistrzyni stolicy Maroka. Zastąpiła na tej funkcji Mohameda Sadiki. Została także członkinią Światowej Rady Wodnej i wiceprzewodniczącą Międzynarodowego Festiwalu Sztuki i Kultury w Rabacie. W październiku 2022 roku została wybrana skarbniczką United Cities and Local Governments.